# Західні Афіни
Західні Афіни (грец. Περιφερειακή Ενότητα Δυτικού Τομέα Αθηνών) — одна з восьми регіональних одиниць Греції, на які поділений регіон Аттика. Він включає західну частину Афінської агломерації, оточеного національною дорогою Афіни-Ламія і горами Егалео та Пойкіло. Межує з Центральними Афінами, периферійними одиницями Пірей та Західна Аттика.
Населення Західних Афін становить 875 227 жителів, а щільність населення — 7 332,66 жителів на км². Його площа становить 66,8 км².
Андреас Леоцакос обіймав посаду заступника регіонального керівника цього підрозділу з 2019 року, який змінив Спиридона Цокаса.

## Склад
Регіональний підрозділ Західні Афіни включає такі муніципалітети:
- Ая-Варвара
- Айі-Анар'їрі-Каматерон
- Егалео
- Іліо
- Перістері
- Петруполі
- Хаїдарі

Детальніше: Адміністративний поділ Західних Афін